# Варіації на тему Паганіні (Лютославський)
Варіації на тему Паганіні (пол. Wariacje na temat Paganiniego) Вітольда Лютославського — твір для 2-х фортепіано, написаний 1941 року в роки німецької окупації Польщі. Твір Лютославського є варіаціями на тему капрису № 24 ля мінор Нікколо Паганіні.
Як зазначає сам автор, в цьому творі часто «виникає полігармонія між двома роялями, але тональність залишається стійким чинником з частими традиційними домінантно-тонічними кадансами». 
В 1977 автор зробив версію Варіацій для фортепіано з оркестром. Ця версія дещо розширена у порівнянні з оригінальною за рахунок повторення кожного розділу (окрім самої теми і варіацій №№ 10 і 11), при якому соліст і оркестр обмінюються ролями при кожному другому проведенні.